# 보안위원회

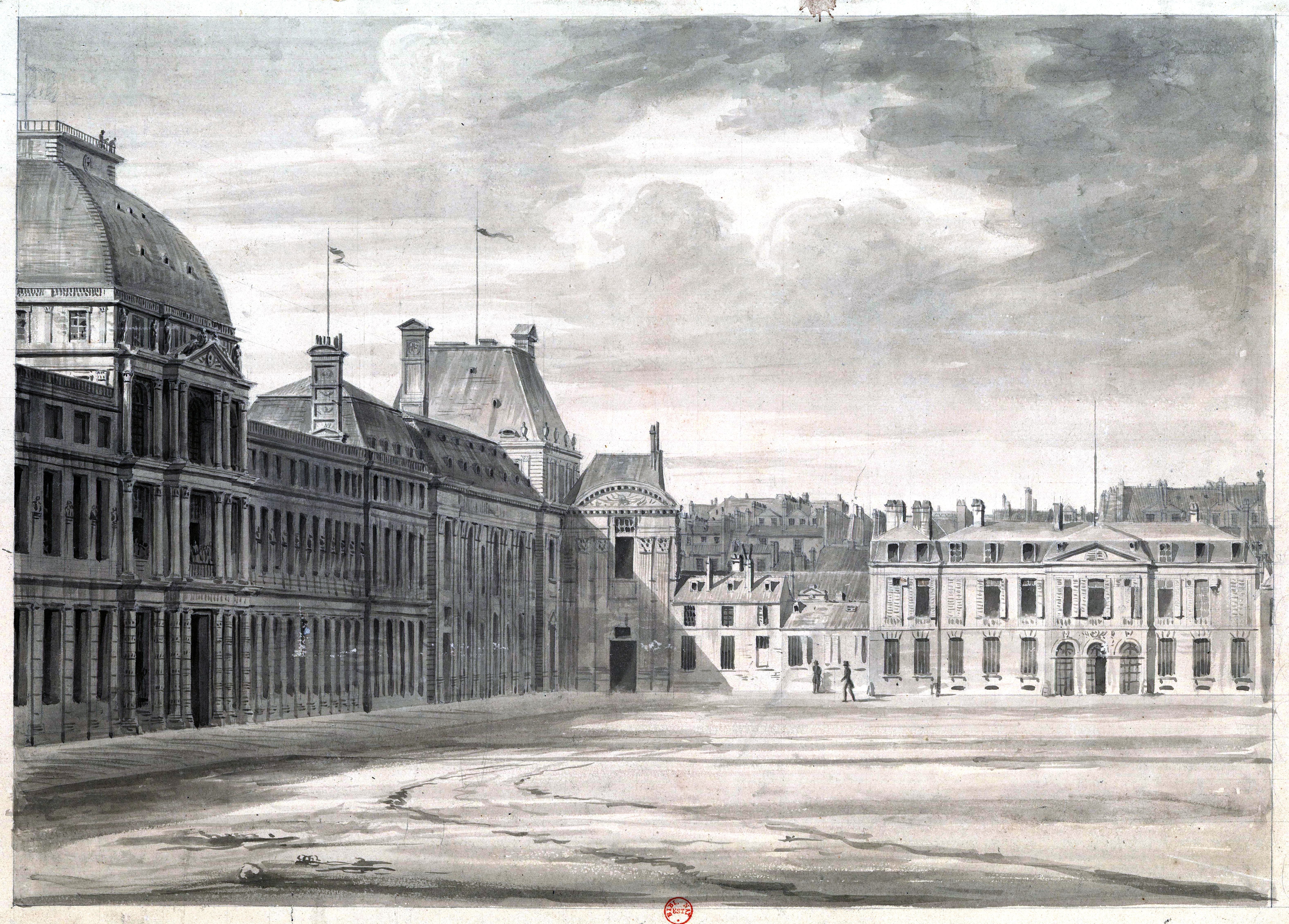
보안위원회는 브리온 호텔(Hôtel de Brionne) 오른쪽에 위치해 있었다. 1층에 모였다. (대회가 열렸던 튀일리궁은 왼쪽에 있음)

보안위원회(프랑스어: Comité de sûreté générale)는 프랑스 혁명 당시 경찰 기관으로 활동했던 프랑스 국민공회의 의회 위원회였다. 1792년 10월 공의회의 위원회로 설립된 이 위원회는 내부의 적들로부터 혁명공화국을 보호하기 위해 고안되었다. 공안위원회와 함께 공포 정치를 감독했다. 보안위원회는 반역죄에 대한 조사를 담당하는 지방 경찰 위원회를 감독했으며, 용의자를 혁명재판소에 회부하여 재판과 단두대 처형 가능성을 고려할 수 있는 권한을 가진 기관 중 하나였다. 1794년 위원회는 테르미도르 9번지에서 막시밀리앙 로베스피에르와 그의 정치적 동지 몇 명을 체포하고 처형하는 데 관여했다. 1795년 11월 4일 국민공회가 종료됨에 따라 보안위원회가 해산되었다.
저명한 회원 중에는 장폴 마라, 자크루이 다비드가 있다.